# Boy Story
Gli Boy Story (男孩的故事S) è un gruppo hip-hop cinese lanciato da JYP Entertainment e Tencent Music Entertainment Group (TME). Il gruppo è composto da sei membri: Hanyu, Zihao, Xinlong, Zeyu, Ming Rui e Shuyang, e la loro età media risulta essere di 16 anni. Il 1 settembre 2017 i Boy Story pubblicarono il loro primo singolo "How Old R U". Il 21 settembre 2018, Boy Story ha fatto il suo debutto ufficiale con il loro primo mini album Enough.

## Storia

### Progetto pre-debutto
Da settembre 2017 è stato lanciato il piano speciale "Real! Project" con quattro singoli per il debutto ufficiale a settembre 2018. Il primo singolo è stato "How Old R U". Il secondo singolo è stato "Can't Stop" uscito il 15 dicembre 2017, e il terzo singolo è stato "Jump Up" pubblicato il 30 marzo 2018. Il singolo pre-debutto finale è stato prodotto dal fondatore di JYP Entertainment Park Jin- giovane se stesso. La canzone, "Handz Up", è stata pubblicata il 12 giugno 2018.

### 2018-presente: debutto con Enough
I Boy Story hanno fatto il loro debutto ufficiale il 21 settembre 2018 con il loro primo mini album Enough che includeva tutti i singoli pre-debutto e la canzone di debutto "Enough". Il 21 ottobre 2018, il gruppo ha pubblicato "Stay Magical" (奇妙 里). Il mese successivo, Boy Story pubblicò la canzone "For U" il 22 novembre 2018. Boy Story pubblicò "Oh My Gosh" il 29 marzo 2019, seguito da un altro ritorno il 26 luglio 2019 con "Too Busy" con Jackson Wang. Il 6 gennaio 2020, Boy Story ha pubblicato l'album "I = U = WE 序".

## Discografia

### EP
- 2018 – Enough
- 2020 – I=U=WE 序
- 2022 – WW

### Singoli
- 2017 – How Old R U
- 2017 – Can't Stop
- 2018 – JUMP UP
- 2018 – Handz UP
- 2018 – Enough
- 2018 – 奇妙 里 (Stay Magical)
- 2018 – For U
- 2019 – O My Gosh
- 2019 – Too busy
- 2020 – Intro: BOY STORY
- 2020 – 如果(Rú Guǒ) – If
- 2020 – Energy
- 2020 – 序告白(Xù Gào Bái) - Prologue
- 2020 – Outro: 彼此(Bǐ Cǐ) - Each Other
- 2020 – Change
- 2022 – WW
- 2022 – All about ‘we’
- 2023 – 哈?! (What's Poppin)